# The Man Who Sold the World (sång)
The Man Who Sold the World är en låt av David Bowie från hans album The Man Who Sold the World, utgivet den 4 november 1970 (USA). Fler artister har gjort cover på låten, bland annat Lulu (1974) och Nirvana (1993). "The Man Who Sold the World" hamnade på plats sex över de 20 mest spelade Nirvana-låtarna någonsin i Storbritannien, vilket var en lista framtagen av Phonographic Performance Limited för att hedra Cobains 50-årsdag den 20 februari 2017.